# Montanha (ort)
Montanha är en ort i Brasilien.   Den ligger i kommunen Montanha och delstaten Espírito Santo, i den sydöstra delen av landet, 800 km öster om huvudstaden Brasília. Montanha ligger 191 meter över havet och antalet invånare är 11 934.
Terrängen runt Montanha är platt, och sluttar österut. Montanha är det största samhället i trakten.
Omgivningarna runt Montanha är huvudsakligen savann. Runt Montanha är det ganska glesbefolkat, med 21 invånare per kvadratkilometer.